# OnePlus X

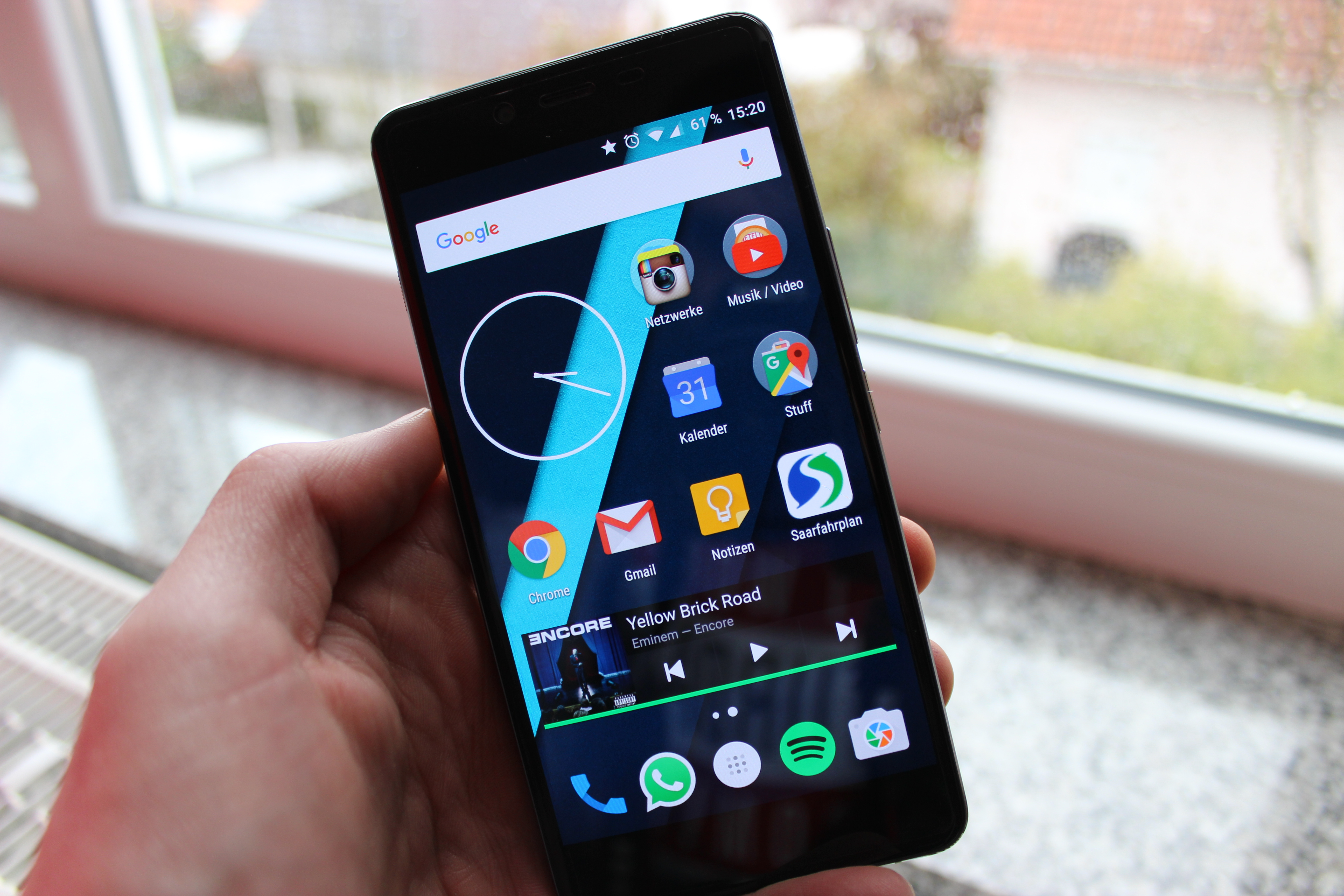
OnePlus X

OnePlus X is een smartphone van het merk OnePlus, die op Android draait. Het toestel werd gepresenteerd op 29 oktober 2015. Het toestel is niet zo zeer een opvolger van de OnePlus 2, maar een toestel met een andere doelgroep. Daarom kwam het toestel ook slechts drie maanden na de release van OnePlus' tweede toestel uit.
De smartphone is in drie verschillende varianten beschikbaar, namelijk Onyx, Champagne en Ceramic. Laatstgenoemde variant is slechts in een beperkte oplage van 10.000 exemplaren beschikbaar. Om de telefoon te kunnen kopen was oorspronkelijk, net als bij de andere telefoons van deze fabrikant, een uitnodiging nodig. Vanaf 28 januari 2016 was dit niet langer het geval.

## Ontwikkeling en presentatie
De OnePlus 2 was nog niet lang op de markt, of Carl Pei, medeoprichter van OnePlus, kondigde een nieuw toestel aan. Het toestel zou voor het eind van 2015 gepresenteerd worden. Enkele maanden speculeerde iedereen over het toestel en op 29 oktober 2015 werd het toestel gepresenteerd. Met een prijs van $ 249 valt deze telefoon in het goedkopere segment. In Nederland kost de goedkoopste variant € 269. De in een beperkte oplage verschenen keramieken versie had een hogere prijs, maar deze is uitverkocht.

## Verschijning en verkoop

### Kopen met uitnodiging
Zoals bij alle voorgaande toestellen van OnePlus, had men voor de aankoop van een OnePlus X ook een uitnodiging ("invite") nodig. Dit systeem werd gebruikt om genoeg voorraden aan te kunnen leggen. De fabrikant verklaart dat een klein bedrijf geen overschot aan telefoons kan hebben en daarom het systeem met uitnodigingen toepast. Van verschillende kanten is kritiek op dit systeem gekomen, maar om genoemde reden blijft dit systeem bestaan.

### Kopen zonder uitnodiging
Om meer mensen de kans te geven dit apparaat te kopen, maakte OnePlus bekend dat het verschillende dagen ging houden waarop men de telefoon zonder uitnodiging kon kopen. Dit is ook al eens toegepast bij de OnePlus One. Vanaf 28 januari 2016 was de verkoop vrij, zonder enig invite-systeem.

## Specificatie

### Ontwerp en hardware
Het toestel is beschikbaar in drie 'kleuren'. Boven op deze varianten kan men ervoor kiezen om een beschermende achterkant toe te voegen aan deze telefoon. Hiervan zijn ook weer diverse mogelijkheden beschikbaar.
Het toestel is een wat minder uitgebreide variant van de OnePlus 2. Bijvoorbeeld de accu heeft een lagere capaciteit (2525 mAh versus 3000 mAh).
De OnePlus X heeft een micro-usb-aansluiting, dit in tegenstelling tot de OnePlus 2 die beschikt over de nieuwere USB Type C-aansluiting.
Het scherm heeft een kleinere diagonaal van 5 inch ten opzichte van 5,5 inch. De resolutie is 1920 × 1080 pixels. Het scherm maakt gebruik van de AMOLED-techniek.
Het toestel heeft een opslagruimte van 16 GB en een geheugengrootte van 3 GB. De processor is een Qualcomm Snapdragon 801 32-bit. Deze processor heeft 4 cores en draait met een kloksnelheid van 2,3 GHz.
Het is mogelijk om twee simkaarten in dit toestel te plaatsen. Ook bestaat de mogelijkheid om 1 simkaart en 1 micro-sdkaart te gebruiken.
Net als de andere devices van OnePlus, ondersteunt ook de OnePlus X 4G (LTE). Hierbij moet worden opgemerkt worden dat er geen ondersteuning is voor alle frequenties. Bijzonder is de ondersteuning voor FM-radio. Dit was op de andere toestellen niet mogelijk.

### Besturingssysteem
Standaard is op de OnePlus X het besturingssysteem Oxygen OS versie 2.1.2 beschikbaar. Dit systeem is gebaseerd op Android Lollipop.